# ميوكي ميورا
ميوكي ميورا (باليابانية: 三浦美幸؛ بالكانا: みうら みゆき) هو لاعب كاراتيه ياباني، ولد في 3 أكتوبر 1949 في كيسارازو في اليابان.